# Valette
Valette là một xã ở tỉnh Cantal, thuộc vùng Auvergne-Rhône-Alpes ở miền trung nước Pháp.

## Dân số
| 1962                                                            | 1968 | 1975 | 1982 | 1990 | 1999 |
| --------------------------------------------------------------- | ---- | ---- | ---- | ---- | ---- |
| 340                                                             | 359  | 289  | 307  | 284  | 261  |
| Nombre retenu à partir de 1968: Population sans doubles comptes |      |      |      |      |      |